# Lav hindebæger
Lav hindebæger (Limonium humile) er en 10-30 cm høj urt, der vokser på strandenge.

## Beskrivelse
Lav hindebæger er en flerårig urt med en opstigende til opret, grenet vækst, hvor forgreningen begynder neden for midten og højst bærer 3 blomster pr. sidegren, der er 2-5 cm lange. Stænglerne er glatte og runde. bladene er elliptiske og langstilkede med hel rand. Oversiden er grågrøn, mens undersiden er lidt lysere. Højbladene er ganske små og næsten tornagtigt spidse.
Blomstringen sker i juli-september, hvor man ser de lyst blå eller blåviolette blomster sidde tæt sammen på grenene i den åbne top. De enkelte blomster er regelmæssige og tragtformede. Frugterne er én-frøede kapsler.
Rodnettet består af en krybende jordstængel og en trævlet masse af rødder.
Højde x bredde og årlig tilvækst: 0,20 x 0,20 m (20 x 20 cm/år).

## Voksested
Arten er udbredt på strandenge langs kysterne i det nordvestlige Europa. Den foretrækker plantesamfund på lysåbne, afgræssede steder med højt næringsindhold. Arten er salttålende.
I Danmark er den temmelig sjælden og kun fra Øerne. Den er almindelig på Læsøs sydkyster og findes også enkelte steder langs Limfjorden, bl.a. ved Øland.
På strandengene ved Stour-flodens udløb til Nordsøen på grænsen mellem Essex og Suffolk findes den sammen med bl.a. Carex divisa (en star-art), Inula crithmoides (en alant-art), lægestokrose, Parapholis incurva (en spidshale-art), strandbyg, strandkarse, Verbascum pulverulentum (en kongelys-art) og Zostera noltii (en bændeltang-art).
| Portal | Portal:Botanik |

## Note
1. ↑  Tendring District Council and Babergh District Council: Stour Estuary(engelsk)